# Ratolí de Thomas de Pagaibamba
El ratolí de Thomas de Pagaibamba (Thomasomys pagaibambensis) és una espècie de mamífer rosegador de la família dels cricètids. És endèmic del nord-oest del Perú, on viu a altituds d'entre 2.530 i 3.370 msnm. El seu hàbitat natural són els boscos montans. Es nodreix de llavors i petits invertebrats. Té una llargada de cap a gropa de 121-158 mm, la cua de 142-181 mm i un pes de 48-78 g. El seu nom específic, pagaibambensis, significa ‘de Pagaibamba’ en llatí.